# Partyflock
Partyflock ist eine niederländische Website rund um elektronische Tanzmusik. 
Es werden Termine zu Veranstaltungen in den Niederlanden und auch dem europäischen Ausland gepostet. Zusätzlich werden Nachrichten und Fotostrecken von den Veranstaltungen gezeigt. Mit einer Registrierung kann man bei den Foren der Online-Community teilnehmen. Die Community hat mehr als 110.000 Mitglieder.

## Geschichte
Die Webseite wurde 2001 von Thomas van Gulick als Hobbyprojekt an der Universität Twente (Enschede) gegründet. Nach Beendigung seines Studiums 2005 bezog er einen eigenen Server und die Website wurde kommerziell aufbereitet.
Auf dem Höhepunkt 2011/2012 gab es etwa 20 Millionen Seitenaufrufe pro Tag.